# Twista
Карл Террелл Мітчелл (англ. Carl Terrell Mitchell; нар. 27 листопада 1973, Чикаго, Іллінойс, США), більш відомий під сценічним псевдонімом Twista — американський репер. Його вважають одним з найшвидших реперів на світі з 1992 року, коли він був занесений до Книги рекордів Гіннеса, промовивши 598 складів за 55 секунд. У 1997 році репер записав з групою Do or Die хіт «Po Pimp» і підписав контракт з Big Beat та Atlantic Records, де випустив альбом Adrenaline Rush і сформував групу Speedknot Mobstaz. Альбом Kamikaze 2004 року зайняв перше місце в чарті Billboard 200, а сингл «Slow Jamz» (з участю Каньє Веста та Джеймі Фокса) — в Billboard Hot 100.

## Раннє життя
Карл Террелл Мітчелл народився 27 листопада 1973 року, виріс у районі К-Таун у Вест-Гарфілд-парку на західній стороні Чикаго, штат Іллінойс, і почав читати реп у віці 12 років.

## Музична кар'єра
У 1992 році Мітчелл випустив свій перший альбом під назвою Runnin' Off at da Mouth під псевдонімом Tung Twista.
Другий студійний альбом Твісти Resurrection планували випустити в 1994 році, але через проблеми з лейблом, а також через те, що інший репер з Чикаго Common випустив альбом з такою ж назвою, реліз відбувся тільки в Іллінойсі і тому не був помічений на загальноамериканському рівні.
У 1996 році Twista взяв участь у записі синглу Do or Die «Po Pimp», який став хітом. Після цього його підписали на Atlantic Records, де він випустив Adrenaline Rush у 1997 році. Тоді репер скоротив свій псевдонім, прибравши з нього «Tung». Adrenaline Rush потрапив на 77 місце в Billboard 200, а сингл з нього «Get It Wet» зайняв 96-й рядок у Billboard Hot 100.
У 1998 році Twista об'єднався з іншими реперами з Чикаго, утворивши колектив Speedknot Mobstaz. У тому ж році вони випустили свій перший альбом Mobstability. Потім Мітчелл заснував свій лейбл Legit Ballin, на якому випустив дві компіляції: Legit Ballin (1999) і Legit Ballin Vol. 2: Street Scriptures (2001). Пізніше на лейблі випустили Respect The Game, Vol. 3 (2002) та Volume 4: Tha Truth (2006). У 2000 році репер взяв участь у записі альбому Ruff Ryders Ryde or Die Vol. 2, на треку «Twisted Heat».
З 2002 року Twista працював над своїм новим альбомом, який отримав назву Kamikaze. Були записані треки з відомими реперами, такими як Каньє Вест та Лудакріс. Kamikaze вийшов у 2004 році і відразу ж зайняв перше місце в Billboard 200. Сингл «Slow Jamz» (який також присутній в дебютному альбомі Каньє Веста The College Dropout) став хітом. Серед інших синглів — «Overnight Celebrity» і «So Sexy» (спільно з R. Kelly). Альбом був проданий тиражем в два мільйони екземплярів. Продюсер Elephant Man випустив ремікс на пісню «Jook Gal», у записі якої взяли участь YoungBloodZ. Kamikaze та сингли з альбому підняли рівень Мітчелла на небувалу висоту; він став репером, популярним у багатьох країнах світу.
У 2005 Twista випустив The Day After. Синглами з альбому стали «Girl Tonite» (спільно з Trey Songz), «Hit the Floor» (спільно з Pitbull) і «So Lonely» (спільно з Мераєю Кері). Після цього вийшов альбом Adrenaline Rush 2007 (2007). Синглами стали «Give It Up» (спільно з Фарреллом Вільямсом) і «Creep Fast» (спільно з T-Pain). Adrenaline Rush 2007 мав менший успіх, ніж попередні альбоми репера. У 2006 році Twista взяв участь у записі синглу «Hell No (Leave Home)» з альбому МонікиThe Makings of Me.
У 2008 році Twista заснував звукозаписну компанію Get Money Gang Entertainment і випустив на ній альбом Category F5 із хітом «Wetter». У 2009 році репер взяв участь у записі синглу «Legendary» спільно з AK-47 та Saurus and Bones.
На восьмому сольному альбомі Мітчелла The Perfect Storm з'явилися Кріс Браун, Waka Flocka Flame, Raekwon, Puff Daddy.
31 жовтня 2010 року Twista дав інтерв'ю на Conspiracy Worldwide Radio, де висловив думку про те, що репери мають займатися не лише музикою, а й брати участь у громадських заходах.
Протягом вихідних 2010 року Twista та його Get Money Gang Entertainment працювали з Chicago Food Bank's Producemobile, забезпечуючи незаможних людей їжею.
11 січня 2011 року вийшов документальний фільм «Mr. Immortality: The Life and Times of Twista», що розповідає про андеграундний хіп-хоп Чикаго. У зйомках фільму також взяли участь Ne-Yo, Big Boi з OutKast та інші зірки.
У січні 2013 року Twista знявся в реміксі пісні Lil Reese «Traffic». Станом на 2013 рік Твіста працював над своїм дев'ятим студійним альбомом під назвою Dark Horse. Ходили чутки, що він збирається підписати контракт із звукозаписним лейблом Каньє Веста GOOD Music, хоча в інтерв’ю HipHopDX Твіста спростував ці чутки. Першим синглом був «Throwin' My Money» (за участю Р. Келлі). Twista з'явився в пісні «Jewels n' Drugs» Леді Гаги в альбомі Artpop. «It's Yours» (за участю Тіа Лондон) було випущено 6 травня 2014 року як другий сингл із вищезгаданого альбому. 27 травня 2014 року він був переданий на міське сучасне радіо в Сполучених Штатах лейблом Capitol Records. Dark Horse вийшов 12 серпня 2014 року.
Twista взяв участь в пісні «Gossip» з альбому When Music Worlds Collide, випущеного в травні 2015 року.
Twista з'явився на шоу ABC To Tell the Truth у 2017 році.
Twista випустила мікстейп Summer 96 у 2019 році, до якого входить пісня «Home Invasion», яка містить гостьову участь Do or Die.
У 2019 році Твіста з’явився як суддя серії реп-змагань Rhythm + Flow на Netflix.

## Особисте життя
Твіста був одружений з 1991 по 1999 рік і мав доньку від колишньої дружини.
Під час святкового сезону 2010 року Твіста та його команда Get Money Gang співпрацювали з програмою Producemobile Чиказького харчового банку, щоб нагодувати голодних людей у громаді.

## Дискографія
Студійні альбоми
- Runnin' Off at da Mouth (1992)
- Resurrection (1994)
- Adrenaline Rush (1997)
- Kamikaze (2004)
- The Day After (2005)
- Adrenaline Rush 2007 (2007)
- Category F5 (2009)
- The Perfect Storm (2010)
- Dark Horse (2014)
- Crook County (2017)
- Summer 96 (2019)

Спільні альбоми
- Mobstability (разом з Speedknot Mobstaz) (1998)
- Mobstability II: Nation Business (разом з Speedknot Mobstaz) (2008)
- Withdrawal (разом з Do or Die) (2015)